# 中川村 (青森県)
中川村（なかがわむら）は、かつて青森県にあった村。

## 沿革
- 1889年（明治22年）4月1日 - 町村制施行により北津軽郡川山村、新宮村、長橋村、田川村、種井村、沖飯詰村、桜田村が合併し、中川村が発足。
- 1954年（昭和29年）10月1日 - 五所川原町、栄村、三好村、長橋村、松島村、飯詰村と合併し市制施行して五所川原市となる。

## 公共施設等
五所川原市との合併時点
- 中川中学校
- 沖飯詰小学校
- 田川小学校